# روث لورينزو
روث لورينزو باسكوال (Ruth Lorenzo Pascual) و تعرف أكثر باسم روث لورينزو (Roth Lorenzo) من مواليد 10 نوفمبر 1982. هي مغنية إسبانية دخلت عالم الموسيقى بعد حلولها في المركز الخامس في برنامج اكتشاف المواهب البريطاني ذا إكس فاكتور سنة 2008.

## روابط خارجية
- روث لورينزو على موقع IMDb (الإنجليزية)
- روث لورينزو على موقع ميوزك برينز (الإنجليزية)
- روث لورينزو على موقع ديسكوغز (الإنجليزية)
- روث لورينزو على موقع قاعدة بيانات الفيلم (الإنجليزية)